# Mtandi
Mtandi ist ein Verwaltungsbezirk (englisch Ward) des Distrikts Masasi (TC) in der tansanischen Region Mtwara.

## Geografie
Mtandi liegt im Südosten von Tansania, es ist der Bezirk im Osten und Nordosten der Distrikthauptstadt Masasi. Der Bezirk grenzt im Norden an Chikunja, im Osten an Chanikanguo, im Südosten an Marika, im Südwesten an Mkuti und im Westen an KJida und Temeke. Bei der Volkszählung 2022 lebten 9848 Menschen in 2966 Haushalten auf einer Fläche von 29 Quadratkilometern.

## Gliederung
Der Bezirk besteht aus neun Stadtteilen (Mtaa):
- Mtandi A
- Mtandi B
- Nanjuva
- Minazini
- Marambo Juu
- Marambo Chini
- Benako
- Pachani
- Kachulu

## Infrastruktur
- Bildung: Die Mtandi Secondary School ist eine staatliche, weiterführende Tagesschule mit einer Ausbildung bis zur 4. Stufe.[8]
- Gesundheit: In Mtandi befinden sich ein staatliches Gesundheitszentrum[9] und eine private Apotheke. Diese wird von der anglikanischen Kirche geleitet,[10] sie wurde 2015 eröffnet und versorgt monatlich rund 1000 Patienten.[11]